# William Stanley (1548-1630)
William Stanley (1548 - Gent, 3 maart 1630), zoon van Sir Rowland Stanley van Hooton, was een officier en een overloper, die diende onder Elizabeth I van Engeland, en is het meest bekend om zijn overgave van Deventer aan de Spanjaarden in 1587.

## Begin van zijn loopbaan
Stanley werd opgevoed in het katholieke geloof. Na school ging hij in dienst bij zijn bloedverwant, Edward Stanley, 3e graaf van Derby, en diende vervolgens in Spaanse Nederlanden als vrijwilliger van 1567 tot 1570 onder de hertog van Alva. In 1570 werd hij uitgezonden naar Ierland. Bij het uitbreken van de Tweede Desmond-opstand in 1579 werd Stanley gepromoveerd tot kapitein. In 1583 werd hij als dank voor zijn inzet tegen de rebellen benoemd tot sheriff van Cork. In 1585 raakte hij ernstig verwond en leed hij een nederlaag tegen de Schotten in Ierland. Hij keerde terug naar Engeland, waar zijn dienst als briljant werd beoordeeld.

## Leicesters expeditie
Bij het begin van de Spaans-Engelse Oorlog vergezelde hij Robert Dudley, graaf van Leicester in de expeditie van 1585 naar Nederland. Hij werd vervolgens naar Ierland gestuurd om troepen te rekruteren. Met een leger van 1400 (overwegend) Ierse soldaten vertrok hij naar het continent, maar er gaan verhalen dat hij tijdens een tussenverblijf in Londen in vertrouwen werd genomen door de Jezuïeten en deelgenoot was in een complot om koningin Elizabeth te vermoorden. Toen hij opdracht kreeg om door te reizen naar Nederland treuzelde hij in afwachting van de moord en de aankomst van de Spaanse vloot, maar hij was uiteindelijk toch genoodzaakt om onder zeil te gaan. Hij zou er echter rekening mee hebben gehouden zich aan te sluiten bij de Alexander Farnese, hertog van Parma.

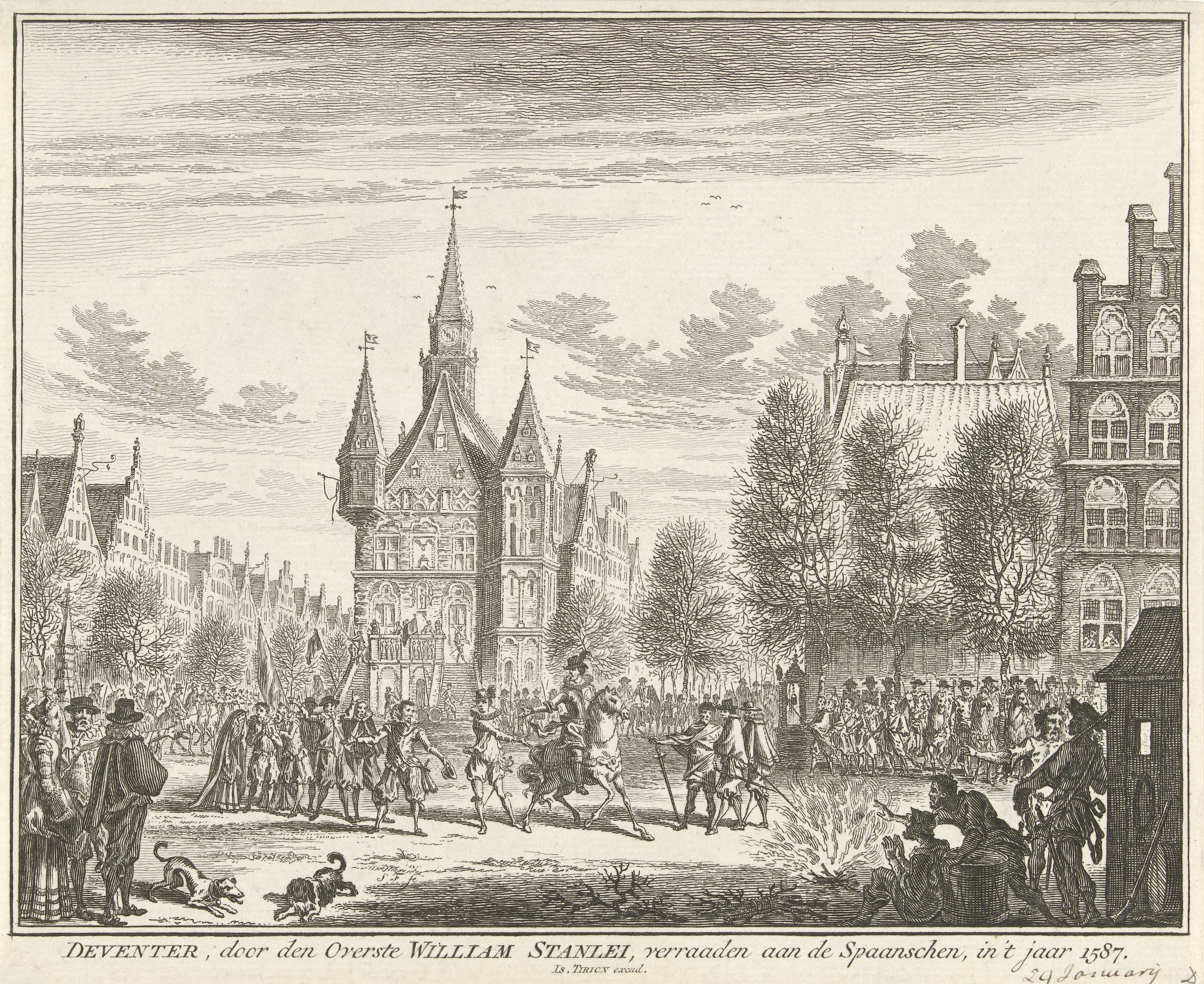
William Stanley levert Deventer uit aan de Spanjaarden op de Brink in Deventer (18e-eeuwse prent door Simon Fokke (1712-1784)).

In augustus 1586 sloot hij zich aan bij Leicester en samen met John Norreys nam hij Doesburg in. Na zijn inzet bij Zutphen, waar Philip Sidney dodelijk gewond raakte, oordeelde Leicester dat hij "zijn gewicht waard was in parels". Met William Pelham veroverde hij Deventer waar hij werd aangesteld als gouverneur van de stad met een garnizoen van zijn Ierse soldaten.
Door de val van Grave (1586) ontstond er een conflict tussen Leicester en John Norreys, waardoor Stanley de opdracht kreeg om onafhankelijk van Norreys te opereren, die het commando had overgenomen over de Engelse troepenmacht toen Leicester was vertrokken. Stanley nam direct contact op met de Spaanse gouverneur van Zutphen en leverde Deventer in januari 1587 uit aan de Spanjaarden. Zijn garnizoen ging in Spaanse dienst. Dit gebeurde een dag nadat Zutphen op eenzelfde manier was verraden door de Engelse commandant Rowland York.

## In Spaanse dienst
Stanley bedacht een complot voor een invasie van Engeland; troepen zouden van boord moeten gaan in Milford Haven en in Ierland, waar bases voor de grote operatie zouden moeten worden ingericht. Hoewel het Spaanse gezag hem een pensioen toekende, steunde het zijn invasieplannen niet.
Toen de Spaanse Armada in 1588 aanviel, stond Stanley in de Zuidelijke Nederlanden klaar met een leger van 700 man. Na de nederlaag behield Stanley zijn legertje en reisde verschillende malen naar Spanje om aan te dringen op actie tegen Koningin Elizabeth.
In 1595 gaf de Spaanse gouverneur voor de Nederlanden hem echter een berisping voor zijn gewelddadige taal jegens Elizabeth. Hij bleef in Spaanse dienst en verzette zich ook tegen het aantreden van koning Jacobus I in 1603, maar toch verlangde hij er naar om terug te keren naar Engeland. Robert Cecil sprak hem weliswaar vrij van medeplichtigheid in het Buskruitverraad maar hij kreeg geen toestemming om Engeland te betreden.
Stanley overleed op 3 maart 1630 in Gent.